# پارک پستانداران دریایی

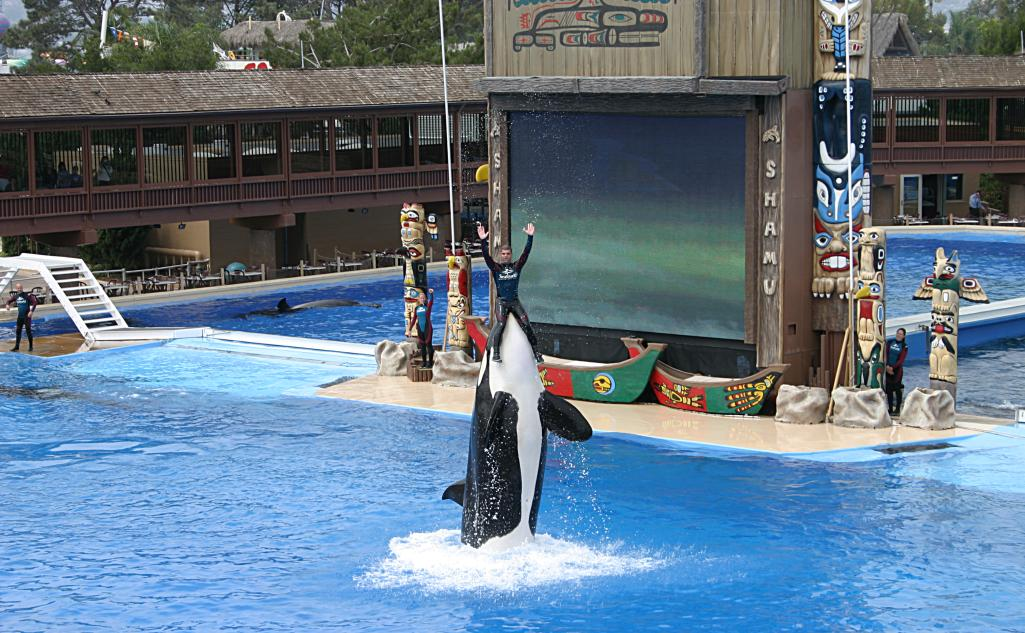
یک اورکا به عنوان " شامو " در SeaWorld San Diego اجرا می‌کند

پارک پستانداران دریایی (به انگلیسی: Marine mammal park) (همچنین به عنوان پارک جانوران دریایی و گاهی اقیانوس شیشه‌ای نیز شناخته می‌شود) یک پارک موضوعی تجاری یا آکواریومی است که در آن پستانداران دریایی مانند دلفین‌ها، نهنگ‌های بلوگا و شیرهای دریایی در مخازن آب نگهداری می‌شوند و در نمایش‌های ویژه به عموم مردم نمایش داده می‌شوند. پارک پستانداران دریایی پیچیده‌تر از دلفین‌خانه است، زیرا دیگر پستانداران دریایی را نیز در خود جای داده و جاذبه‌های سرگرمی بیشتری را ارائه می‌دهد؛ بنابراین به عنوان ترکیبی از یک آکواریوم عمومی و یک پارک تفریحی دیده می‌شود. پارک‌های پستانداران دریایی با پارک‌های دریایی متفاوت هستند که شامل ذخایر طبیعی و پناهگاه‌های حیات وحش دریایی مانند صخره‌های مرجانی، به ویژه در استرالیا است.